# Ceraptroceroideus
Ceraptroceroideus är ett släkte av steklar. Ceraptroceroideus ingår i familjen sköldlussteklar.
Kladogram enligt Catalogue of Life:
| Ceraptroceroideus | \| \| Ceraptroceroideus cinctipes \| \| \| \| \| \| Ceraptroceroideus idahoensis \| \| \| \| |
|                   | \| \| Ceraptroceroideus cinctipes \| \| \| \| \| \| Ceraptroceroideus idahoensis \| \| \| \| |
|                   | Ceraptroceroideus cinctipes                                                                  |
|                   |                                                                                              |
|                   | Ceraptroceroideus idahoensis                                                                 |
|                   |                                                                                              |